# Amina Saïd
Amina Saïd (geboren 1953 in Tunis) ist eine tunesische Lyrikerin, Journalistin und Übersetzerin, die auf Französisch schreibt.

## Leben

### Jugend und Ausbildung
Amina wurde geboren während der Kämpfe um die Unabhängigkeit Tunesiens. Die Unabhängigkeit wurde erreicht, als Amina drei Jahre war. Aminas Vater ist Tunesier, ihre Mutter Französin. Sie wuchs in Tunis zweisprachig auf, lernte arabische und französische Literatur kennen. Daneben lernte sie den arabischen Dialekt Tunesiens und die arabische Form des mündlichen Erzählens. Nach eigenen Aussagen begann sie schon im Alter von elf Jahren, angeregt durch eine Lehrerin, Gedichte zu schreiben. Im Alter von 16 Jahren zog Saïd mit ihren Eltern nach Paris, machte dort ihr Abitur und studierte Anglistik an der Université Sorbonne IV.

### Berufsleben
Nach dem Studium unterrichtete Saïd zwei Jahre lang Literatur an der Universität Tunis. Sie übersetzte historische Romane des auf Englisch schreibenden, philippinischen Schriftsteller Francisco Sionil José ins Französische.
Mit Mitte zwanzig zog sie dauerhaft nach Paris zurück, arbeitete als Journalistin und schrieb vor allem Artikel für das Wochenmagazin Jeune Afrique.

### Dichterin
Saïd kehrt häufig in ihr Geburtsland zurück, wo ihre gesamte Familie lebt und wo die Sonne ein anderes Lebensgefühl vermittelt. Sie fühlt sich als Mittelmeerbewohnerin, die stark mit Arabien und dem afrikanischen Kontinent verbunden ist. Ihren ersten Gedichtband veröffentlicht sie 1980 und nimmt auch an Literaturfestivals teil. In weiteren Gedichtbänden reflektiert sie, ausgehend von autobiografischen Impulsen, die unmittelbaren Eindrücke von Begegnungen, Träumen, Orten, Landschaften und Nachdenkenswertem. In gewisser Weise erschafft sie ihr eigenes Zuhause in ihrer Poesie.
Neben den Gedichten veröffentlichte Saïd zwei Bände mit modern interpretierten tunesischen Erzählungen:

„In der arabischen Kultur sind die wichtigsten Genres die Poesie und das Märchen. Interessanterweise habe ich genau das geschrieben: Gedichte und Märchen. Die Märchen habe ich in Momenten geschrieben, in denen ich Sehnsucht nach meinem Heimatland hatte. Es sind Geschichten aus Tunesien, die ich in meiner Kindheit von meiner Großmutter gehört habe und die ich damit ehren möchte.“

Ihre Gedichte wurden in mehrere Sprachen übersetzt – vor allem ins Englische und ins Spanische.

### Auszeichnungen
1989 erhielt Saïd den Prix Jean Malrieu der Zeitschrift Sud für den Gedichtband Feu d'oiseaux, 1994 den Prix Charles Vildrac der Pariser Société des gens de lettres (SGDL) für den Gedichtband L'Une et l'Autre Nuits und 2004 auf dem Pariser Marché de la poésie den internationalen Prix Antonio Viccaro für den Gedichtband La douleur des seuils. Darüber hinaus war sie Mitglied der Lyrik-Jury bei der Vergabe des Prix Max Pol Fouchet.

## Werke

### Gedichtbände
- Paysages, nuit friable. Barbare, Vitry-sur-Seine 1980.
- Métamorphose de l'île et de la vague. Arcantère, Paris 1985.
- Sables funambules. Arcantère/Écrits des forges, Paris/Trois-Rivières 1988.[8]
- Feu d'oiseaux. Sud, Nr. 84, 1989.
- Nul Autre Lieu. Écrits des forges, Trois-Rivières 1992.
- L'Une et l'Autre Nuit. Le Dé bleu, Chaillé-sous-les Ormeaux 1993.[9]
- Marcher sur la terre. La Différence, Paris 1994.
- Gisement de lumière. La Différence, Paris 1998.
- De décembre à la mer. La Différence, Paris 2001.
- La Douleur des seuils. La Différence, Paris 2002.
- L'horizon est toujours étranger. Artalect, Paris 2003.
- Au présent du monde. La Différence, Paris 2006.
- Tombeau pour sept frères. Al Manar, Neuilly-sur-Seine 2008 (mit Kalligraphie von Hassan Massoudy).[10]
- L'Absence l'inachevé. La Différence, Paris 2009.
- In the Present Tense of the World: Poems 2000–2009. Black Widow Press, Boston 2011 (französisch-englische Ausgabe, Übersetzung und Vorwort von Marilyn Hacker)
- Les Saisons d'Aden. Al Manar, Neuilly-sur-Seine 2011 (Umschlag und Prägedruck von Mimouni El Houssaïne).
- Le Corps noir du soleil. Rhubarbe, Auxerre 2014 (Titel und Kalligraphie von Hassan Massoudy).[11]
- Clairvoyante dans la ville des aveugles. Dix-sept poèmes pour Cassandre. Du Petit Véhicule, Nantes 2015.
- Chronique des matins hantés. Du Petit Véhicule. Nantes 2017 (Malerei von Ahmed Ben Dhiab)
- Dernier visage avant le noir. Rhubarbe, Auxerre 2020 (Titelgestaltung von Ahmed Ben Dhiab)

### Anthologien
- Amina Said • Tunesien/Frankreich. In: Odile Kennel (Hrsg.): Weltklang - Nacht der Poesie. Lesebuch mit den deutschsprachigen Übersetzungen oder den deutschsprachigen Originaltexten der vorgetragenen Gedichte. Edition diá, Berlin 2002, DNB 1190329913, S. 89–98.

### Tunesische Märchen
- Le Secret. Critérion, Paris 1994.
- Demi-Coq et compagnie. L'Harmattan, Paris 1997.

### Übersetzungen aus dem Englischen

#### Erzählungen
- Francisco Sionil José: Le Dieu volé - et autres nouvelles. Critérion/Unesco, Paris 2004, ISBN 2-7413-0186-7 (Erstausgabe:  1996).
- Francisco Sionil José: Viajero, le chant de l'errant. Critérion, Paris 2004, ISBN 2-7413-0190-5 (englisch: Viajero. A Filipino novel. Manila 1993. Erstausgabe:  1997).

#### Rosales Saga
- Francisco Sionil José: Po-on. Fayard, Paris 2001.
- Francisco Sionil José: À l'ombre du balete. Fayard, Paris 2002.
- Francisco Sionil José: Mon Frère, mon bourreau. Fayard, Paris 2003.
- Francisco Sionil José: Les Prétendants. Fayard, Paris 2005.
- Francisco Sionil José: José Samson. Fayard, Paris 2007.